# Mẹ

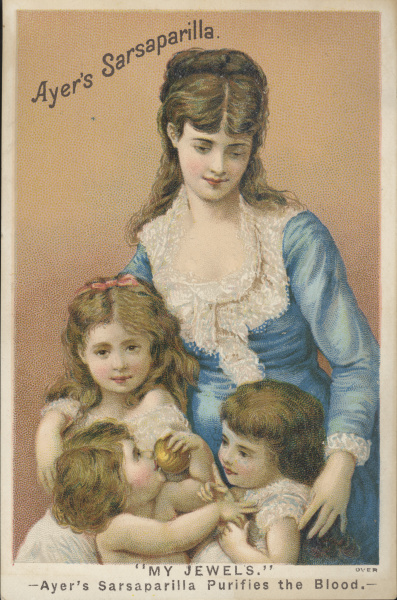
Tranh vẽ quảng cáo về mẹ và con khoảng năm 1900

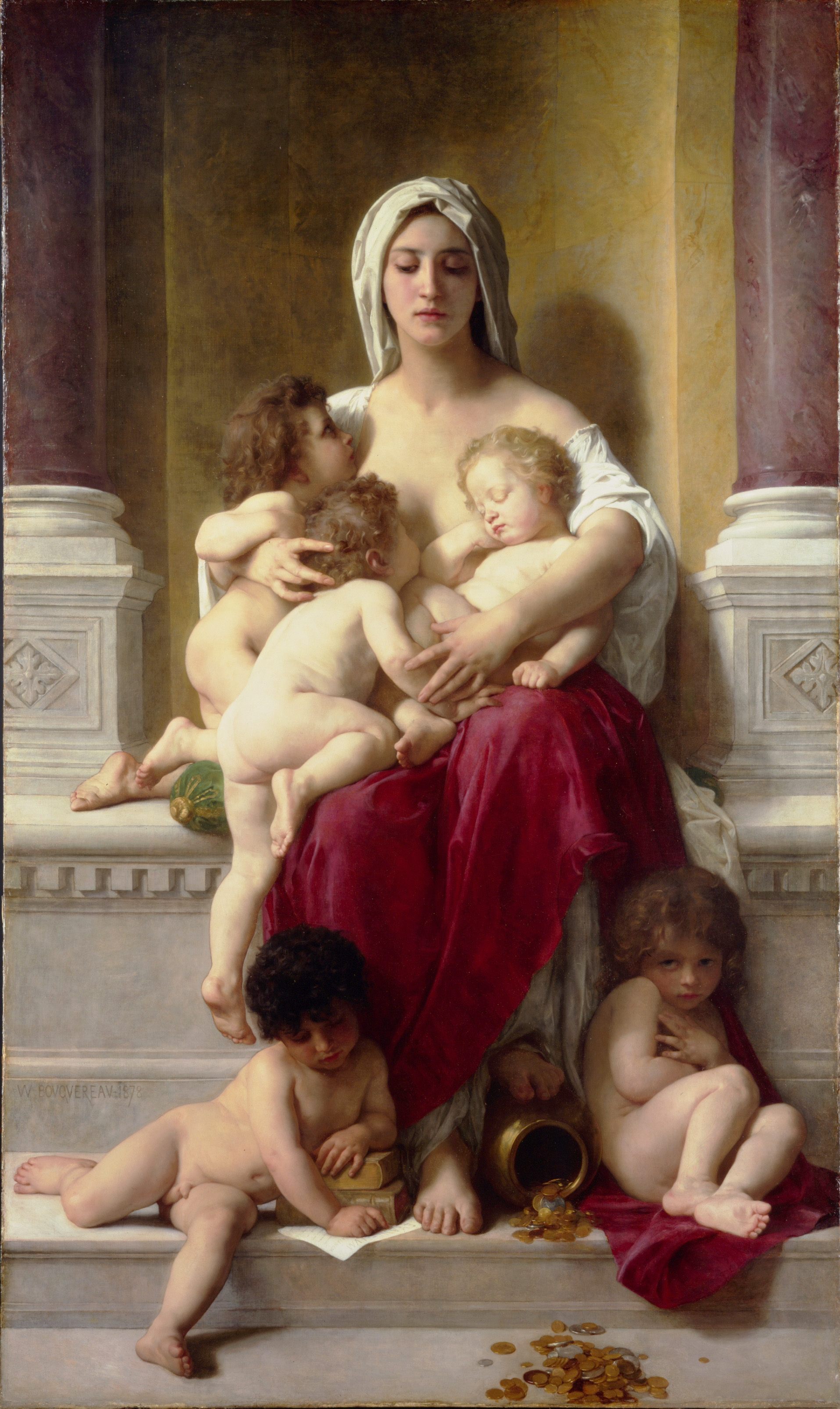
Tranh vẽ Charity (Từ thiện) của William-Adolphe Bouguereau, năm 1878

Mẹ (chữ Nôm: 媄, tiếng Hán: 母, tiếng Anh: mother, tiếng Pháp: mère) thông thường được dùng để chỉ người phụ nữ mang thai, sinh ra và nuôi lớn đứa trẻ. Tuy nhiên, vì sự phức tạp và các khác biệt trong các định nghĩa và vai trò của người mẹ về mặt văn hóa, xã hội và tôn giáo nên rất khó có thể có một định nghĩa chung về mẹ được chấp nhận rộng khắp. Tương đương về phía nam giới là người cha.

## Cách gọi khác
Mẹ còn có các cách gọi khác theo từng địa phương như là: má, mế, u, bầm, bu, đẻ, ví, cái, mẫu, vú, mạ, me, v.v. Chẳng hạn như trong các câu thơ sau:
Nàng về nuôi cái cùng con
Để anh đi trảy nước non Cao Bằng.
(Ca dao)

Bầm ơi có rét không bầm!
Heo heo gió núi, lâm thâm mưa phùn.
Bầm ra ruộng cấy bầm run
Chân lội dưới bùn, tay cấy mạ non.
(Tố Hữu)

## Các kiểu mẹ

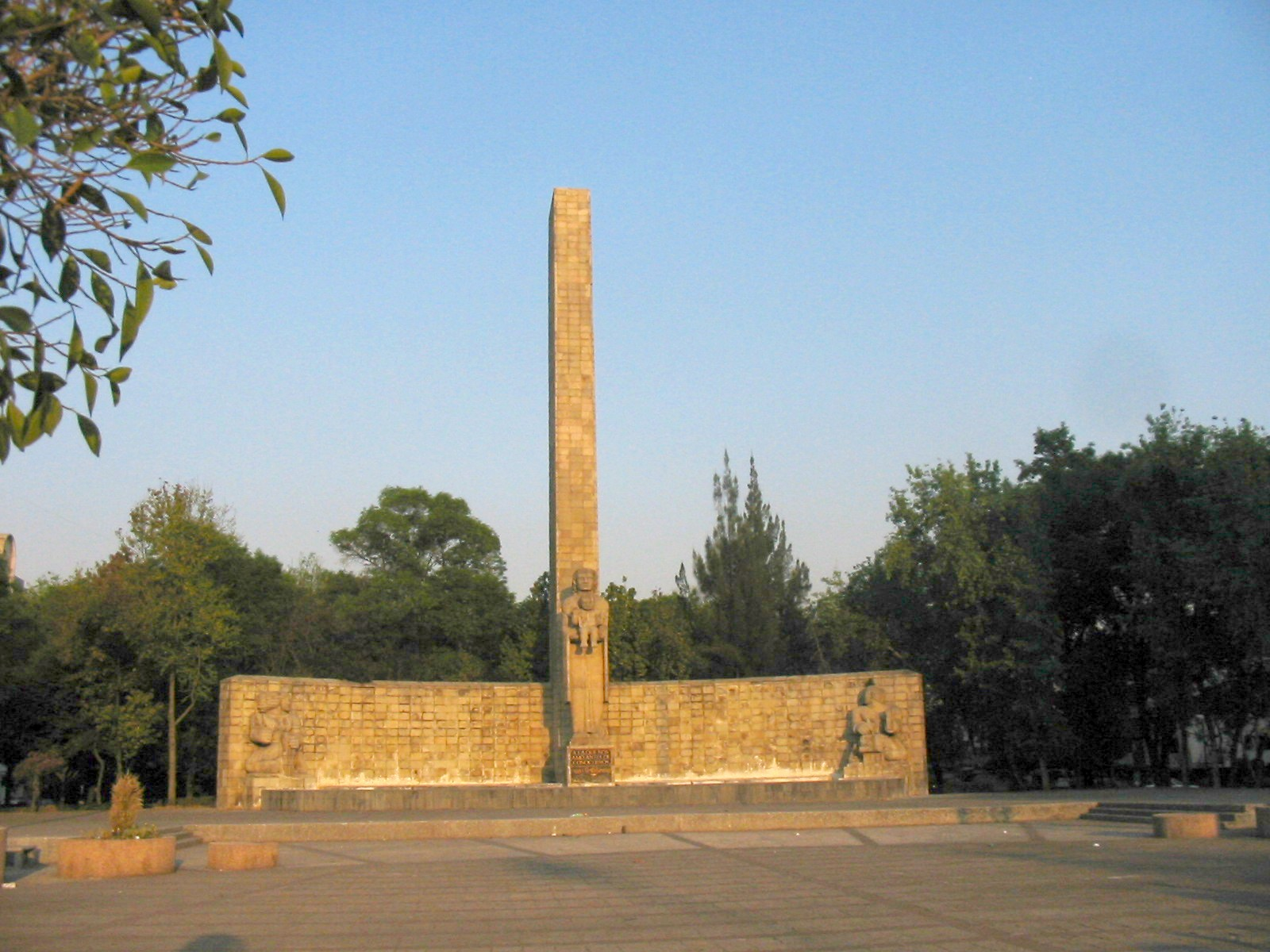
Monumento a la Madre ở thành phố Mexico. Dòng chữ đề trên tượng đài có thể dịch như sau: Tặng người yêu thương chúng ta trước khi gặp chúng ta.

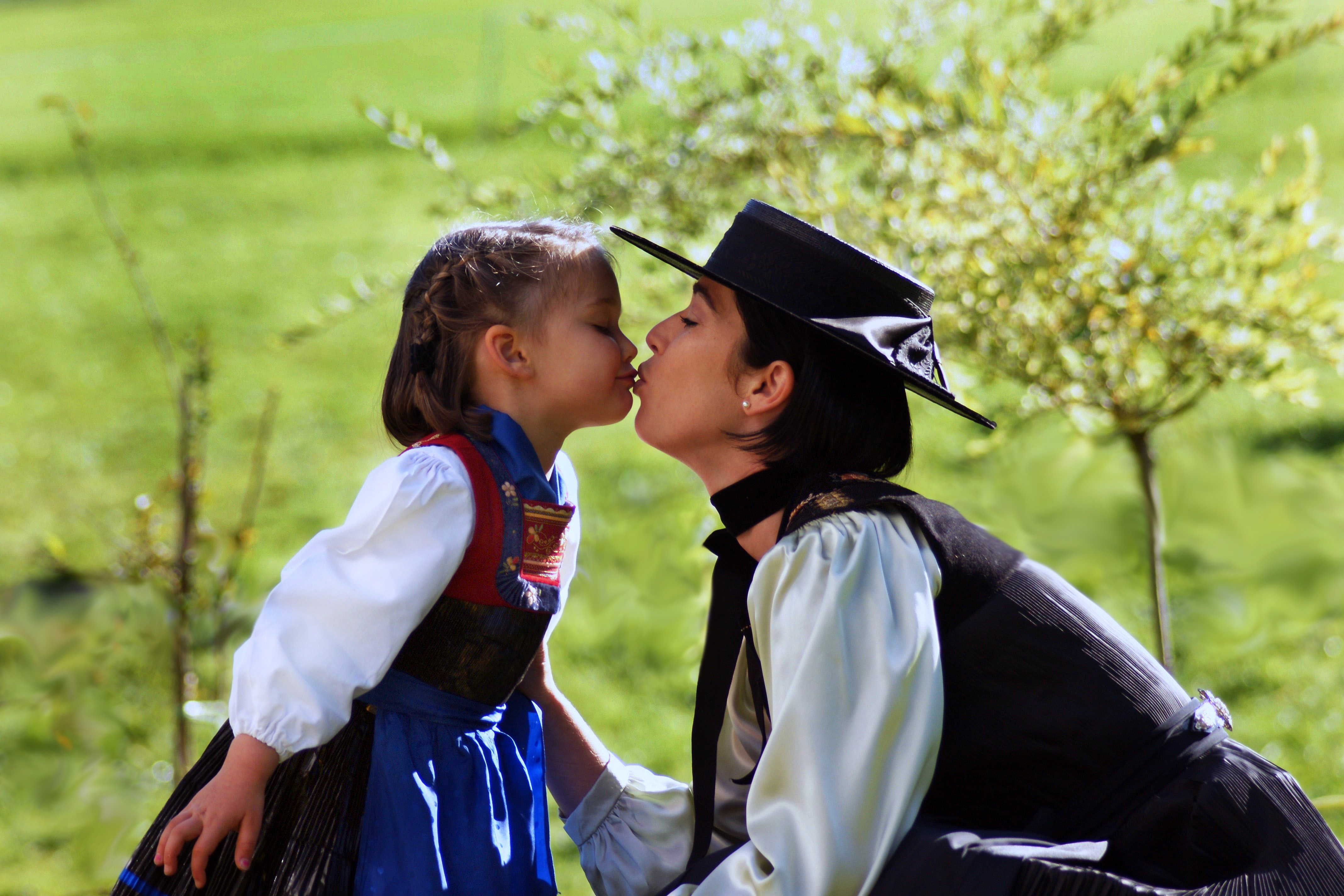
Mẹ và con gái trong trang phục truyền thống vùng Bregenz, Áo

Hiện tại, với các tiến bộ trong công nghệ sinh sản, chức năng làm mẹ sinh học có thể được chia ra giữa mẹ di truyền (người phụ nữ cung cấp trứng) và mẹ mang thai (người phụ nữ có thai, nói chung được biết đến như là mang thai hộ), cũng như mẹ xã hội (người nuôi dưỡng đứa trẻ). Mối liên hệ lành mạnh giữa người mẹ và đứa con tạo ra một nền tảng an toàn để sau này đứa trẻ có thể tự tin bước chân vào đời.

### Mẹ đẻ (Mẹ sinh học)
Trong trường hợp của con người, trước khi có sự mang thai hộ thì mẹ đẻ đồng nhất với mẹ sinh học. Mẹ sinh học là một phụ nữ mang thai (hay mang bầu) mang quả trứng đã được thụ tinh của chính mình (có thể thông qua giao hợp hay thụ tinh trong ống nghiệm). Bào thai phát triển từ trứng đã thụ tinh có thể sống được (tức là 'phôi thai'). Quá trình thai nghén diễn ra trong dạ con của người phụ nữ từ khi thụ thai cho tới khi bào thai (giả định rằng bào thai được phát triển cho tới kỳ ở cữ) phát triển đầy đủ để được sinh ra. Người phụ nữ trải qua cơn đau đẻ và sinh ra đứa trẻ. Thông thường chỉ một đứa trẻ được sinh ra trong mỗi ca đẻ. Sau đó người mẹ tiết sữa để nuôi con. Sữa mẹ là nguồn cung cấp các chất dinh dưỡng cần thiết nhất để nuôi đứa trẻ trong khoảng thời gian khoảng 
một năm (hoặc hơn thế). Bên cạnh đó, sữa non (loại sữa tiết ra nhiều nhất trong vòng 3 ngày đầu sau khi sinh con) cũng là nguồn cung cấp các kháng thể cho hệ miễn dịch của trẻ sơ sinh.

#### Mẹ mang thai hộ
Mẹ mang thai hộ là khái niệm mới xuất hiện gần đây ở phương Tây. Mẹ mang thai hộ nói chung là người phụ nữ mang một phôi thai từ trứng đã được thụ tinh của người phụ nữ khác (thường là của các cặp vợ chồng không thể sinh con vì nhiều lý do khác nhau) cho tới khi sinh ra đứa trẻ. Vì thế mẹ mang thai hộ mang và sinh ra đứa trẻ mà về mặt sinh học thì bà không phải là mẹ của đứa trẻ ấy. Lưu ý rằng trường hợp này là không đồng nhất với trường hợp người phụ nữ mang thai thông qua thụ tinh trong ống nghiệm (in vitro).

### Mẹ dưỡng
Từ mẹ cũng được dùng để chỉ người phụ nữ không phải là mẹ về mặt sinh học (người mẹ cung cấp gen di truyền) hay người mẹ sinh ra trong trường hợp mang thai hộ, đặc biệt nếu như người phụ nữ ấy thực hiện vai trò xã hội chính trong việc nuôi dạy đứa trẻ kể từ sau khi đứa trẻ được sinh ra. Thường thì đó là mẹ nuôi (tức người nuôi dưỡng đứa trẻ, mặc dù định nghĩa mẹ nuôi về mặt luật pháp không nhất thiết phải là người nuôi dưỡng chính đối với đứa trẻ ấy) hoặc mẹ kế (còn gọi là mẹ ghẻ hay dì ghẻ, tức là người vợ của cha đứa trẻ nhưng không liên quan về mặt sinh học với đứa trẻ).

### Mẹ (Bà Xơ)
Trong Thiên Chúa giáo, các nữ tu sĩ thường được gọi là mẹ mỗi khi các tín đồ đến nhà thờ để làm lễ. Thể hiện sự kính trọng đối với các nữ tu.  
Mẹ đỡ đầu: người đỡ đầu về vấn đề tâm linh và tôn giáo trong cả tín hữu Thiên Chúa giáo. 

### Mẹ chồng, mẹ vợ

#### Mẹ chồng
Khi một người con gái về làm dâu thường gọi người mẹ bên chồng là mẹ chồng nhằm phân biệt với mẹ ruột.

#### Mẹ vợ
Khi một người con trai về làm rể thường gọi người mẹ bên vợ là mẹ vợ nhằm phân biệt với mẹ ruột.

### Mẹ kế
Trong một gia đình Hoàng gia hoặc đơn thuần là thường dân thì mẹ kế được xem là vợ sau của cha và mẹ kế thường không có huyết thống với người con đó mặc dù bà ấy được xếp vào hàng vợ của người cha ví dụ như Catherine Parr vợ thứ sáu của Vua Henry VIII là cha của Vua Edward VI và Nữ vương Mary I và Nữ vương Elizabeth I được xem là mẹ kế. Trong dân gian mẹ có thể được xem là những nhân vật phản diện như mẹ kế trong Truyện cổ tích Tấm Cám.

## Vai trò

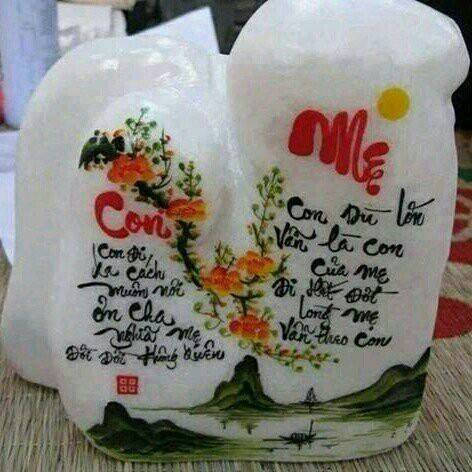

Mẹ có công lớn nhất là nuôi dưỡng và giáo dục đối với đứa con mình sinh ra. Quá trình nuôi dưỡng bắt đầu sau khi mang thai và sau khi sinh cho đến khi trưởng thành. Chính vì đặc điểm đó mà người mẹ có vai trò đặc biệt với mỗi chúng ta.

## Tình mẫu tử
Là tình cảm thiêng liêng của người mẹ và người con, thể hiện sự gắn bó, quan tâm, chăm sóc, dưỡng dục...

## Văn hóa

### Văn học
Có rất nhiều câu thơ, câu ca về tình mẹ. 
Mẹ già như chuối ba hương
Như xôi nếp mật, như đường mía lau
(Ca dao)
Công cha như núi Thái Sơn
Nghĩa mẹ như nước trong nguồn chảy ra
Một lòng thờ mẹ kính cha
Cho tròn chữ hiếu
Mới là đạo con
Ai ơi hãy nhớ ơn này...
(ca dao)
Con dù lớn vẫn là con của mẹ,
Đi hết đời, lòng mẹ vẫn theo con
(Chế Lan Viên)
Ta mê mãi trên bàn chân rong ruổi
Mắt mẹ già thầm lặng dõi sau lưng
(Đỗ Trung Quân)

### Âm nhạc
- Bà mẹ Ô Lý (Trịnh Công Sơn)
- Bài hát ru của mẹ (Nguyễn Văn Chung)
- Bông hồng cài áo (Thích Nhất Hạnh, Phạm Thế Mỹ)
- Bông hồng trắng (Nhật Ngân)
- Bát cơm mặn (Orange)
- Bữa cơm mẹ nấu (Nguyễn Văn Chung)
- Ca dao mẹ (Trịnh Công Sơn)
- Cảm ơn thiên thần (Thiên thần của mẹ) (Nguyễn Văn Chung)
- Chỉ có một mà thôi (Trương Quang Lục)
- Chiều xuân xa nhà (Nhật Ngân)
- Cho mẹ cho em (Trịnh Lâm Ngân)
- Cô và mẹ (Phạm Tuyên)
- Gà mái và đàn con(Nguyễn Văn Chung)
- Gia tài của mẹ (Trịnh Công Sơn)
- Huyền thoại mẹ (Trịnh Công Sơn)
- Lời dặn dò của mẹ (Nhật Ngân)
- Lời mẹ ru (Trịnh Công Sơn)
- Khi vắng mẹ (Nguyễn Văn Chung)
- Khúc hát ru của người mẹ trẻ (Phạm Tuyên)
- Mấy giờ con về? (Nguyễn Văn Chung)
- Mẹ bỏ con đi (Đường xa vạn dặm) (Trịnh Công Sơn)
- Mẹ đi vắng (Trịnh Công Sơn)
- Mẹ là quê hương (Nguyễn Quốc Việt)
- Mẹ mang xuân về (Nguyễn Văn Chung)
- Mẹ nắm tay con (Nguyễn Văn Chung)
- Mẹ ơi có biết (Nguyễn Văn Chung)
- Mẹ tôi (Nhị Hà)
- Mẹ tôi (Trần Tiến)
- Mùa xuân của mẹ (Trịnh Lâm Ngân)
- Mùa xuân nhớ mẹ (Nhật Ngân & Bruce Đoàn)
- Mừng tuổi mẹ (Trần Long Ẩn)
- Ngày mai con khôn lớn (Nguyễn Văn Chung)
- Nghĩa mẹ (Lâm Hùng)
- Ngọt ngào quê mẹ (Nhật Ngân)
- Ngủ đi con (Nguyễn Văn Chung)
- Ngủ đi con (Trịnh Công Sơn)
- Nhật ký của mẹ (Nguyễn Văn Chung)
- Nhớ mẹ lý mồ côi (Trương Quang Tuấn)
- Rước xuân về nhà (Nhật Ngân)
- Thế giới bé của mẹ (Nguyễn Văn Chung)
- Thư của mẹ (Nguyễn Văn Chung)
- Tình mẹ (Nguyên Hải)
- Ước mơ của mẹ (Hứa Kim Tuyền)
- Xa vắng mẹ (Thơ: Thái Tú Hạp & Nhạc: Nhật Ngân)
- Xin lỗi mẹ (Nguyễn Văn Chung)
- Xuân nào con sẽ về (Nhật Ngân)
- Xuân này con không về (Trịnh Lâm Ngân)
- Xuân này con về, mẹ ở đâu? (Nhật Ngân)

### Kịch
- Bông hồng cài áo (Kim Cương)

### Cải lương
- Bông hồng cài áo (Hoàng Khâm)

## Hình ảnh Mẹ và Con

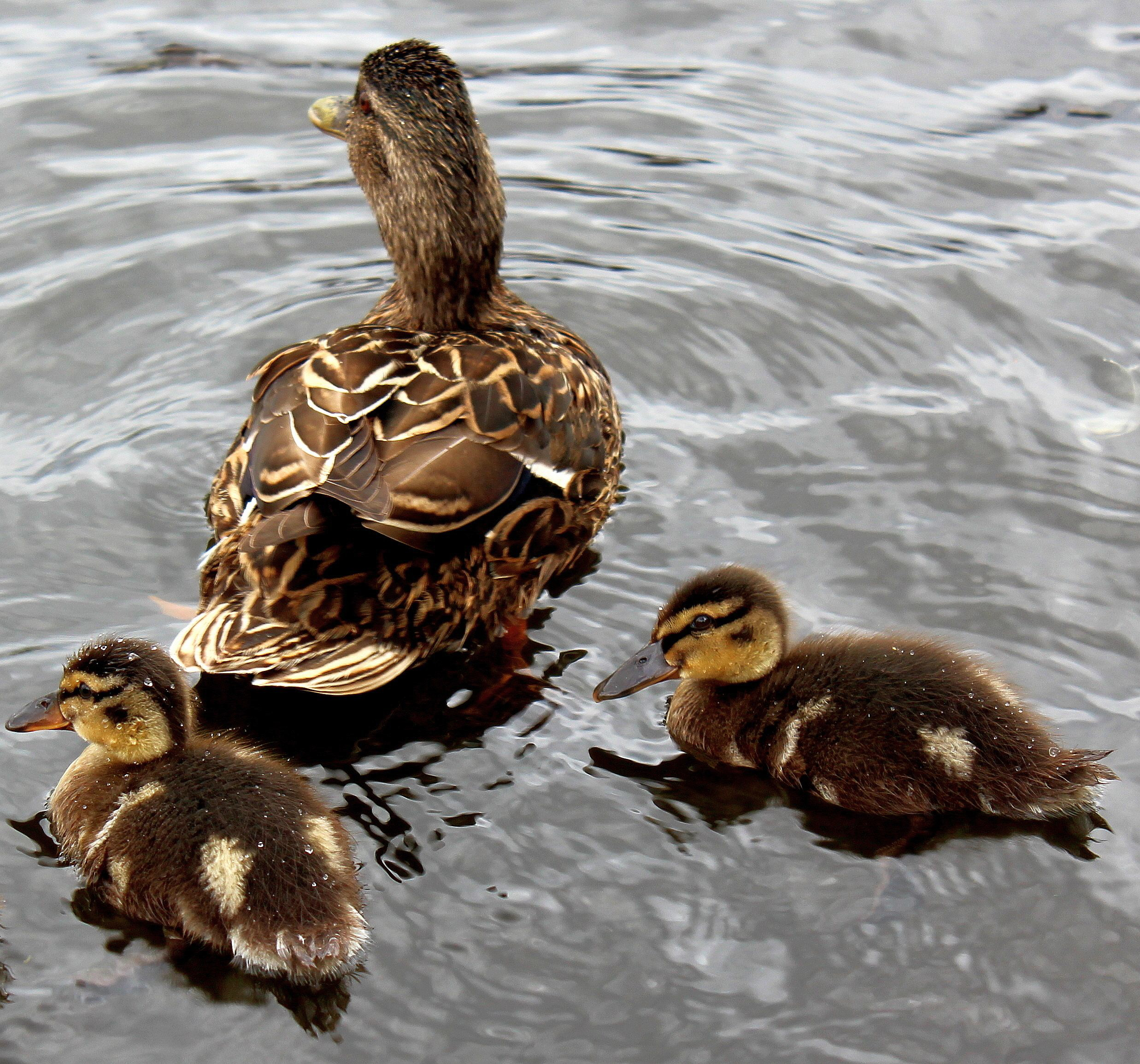
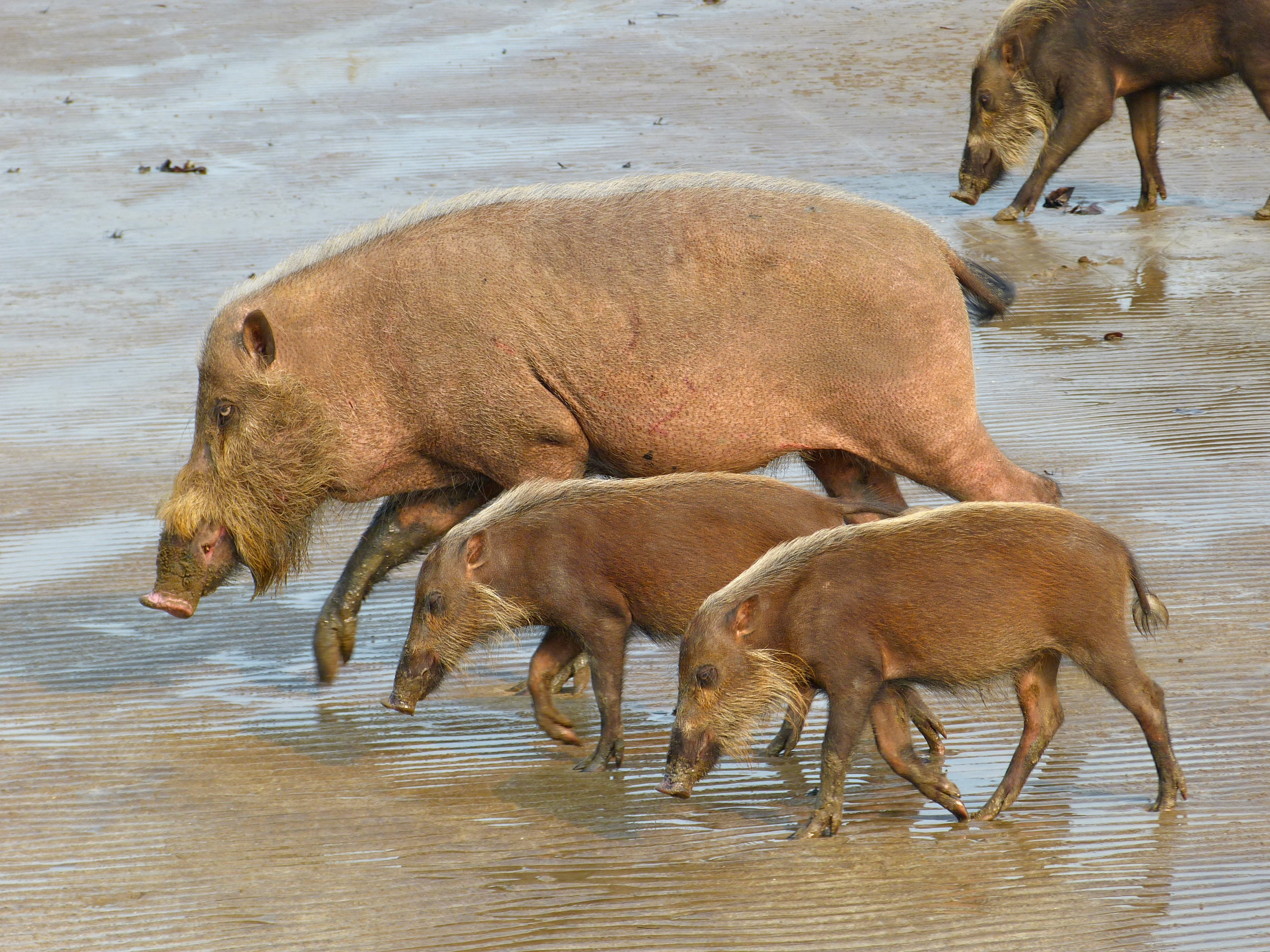
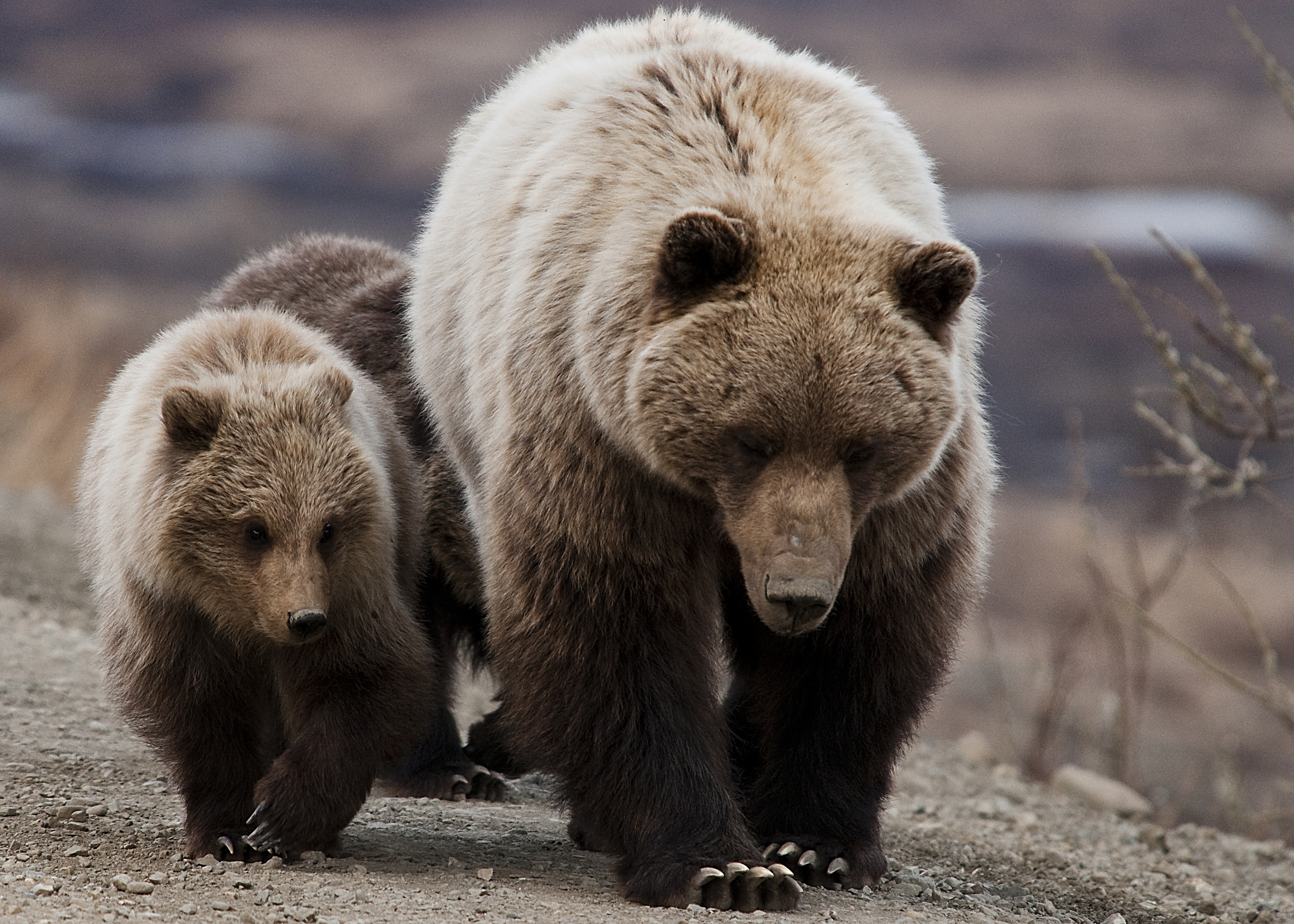
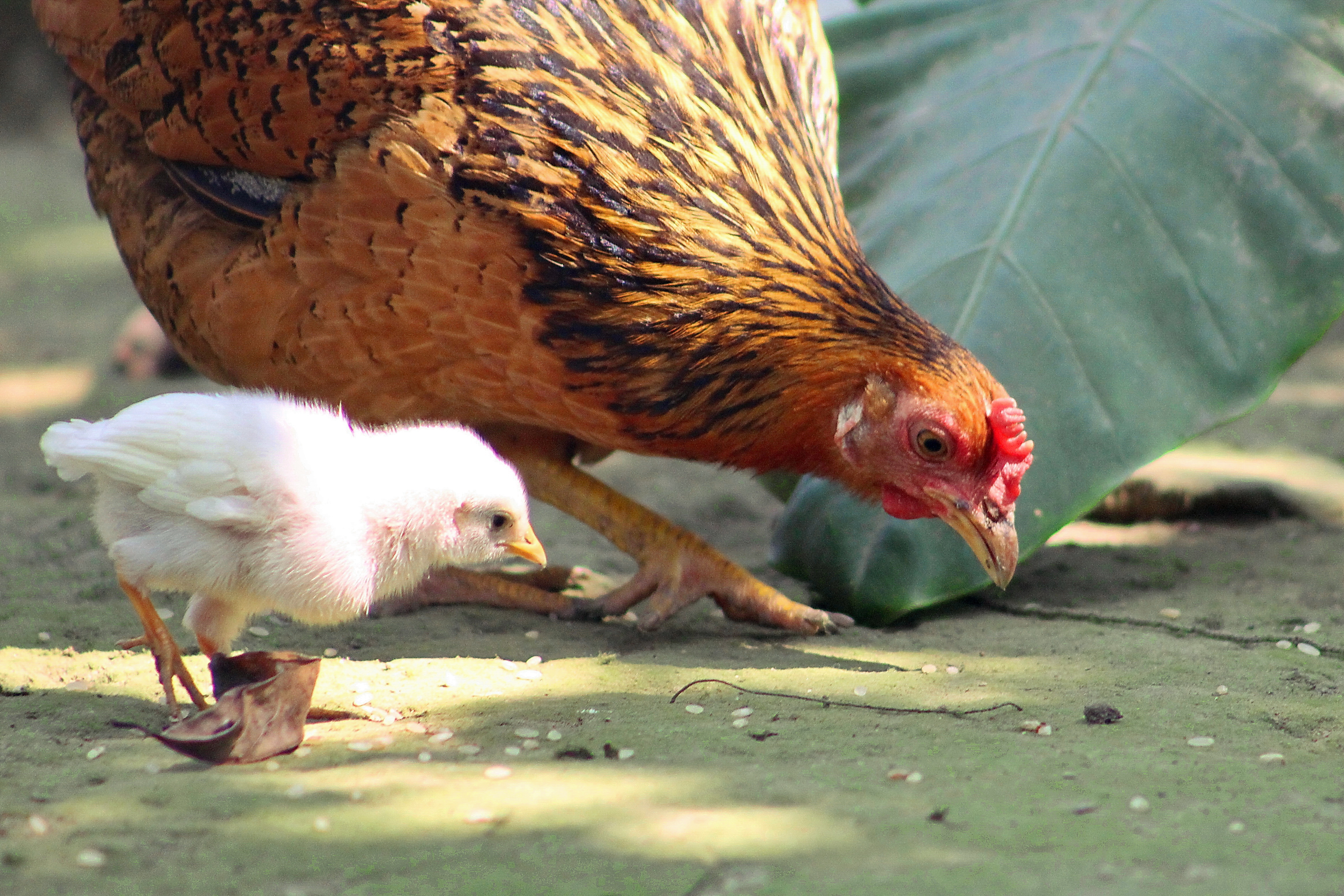
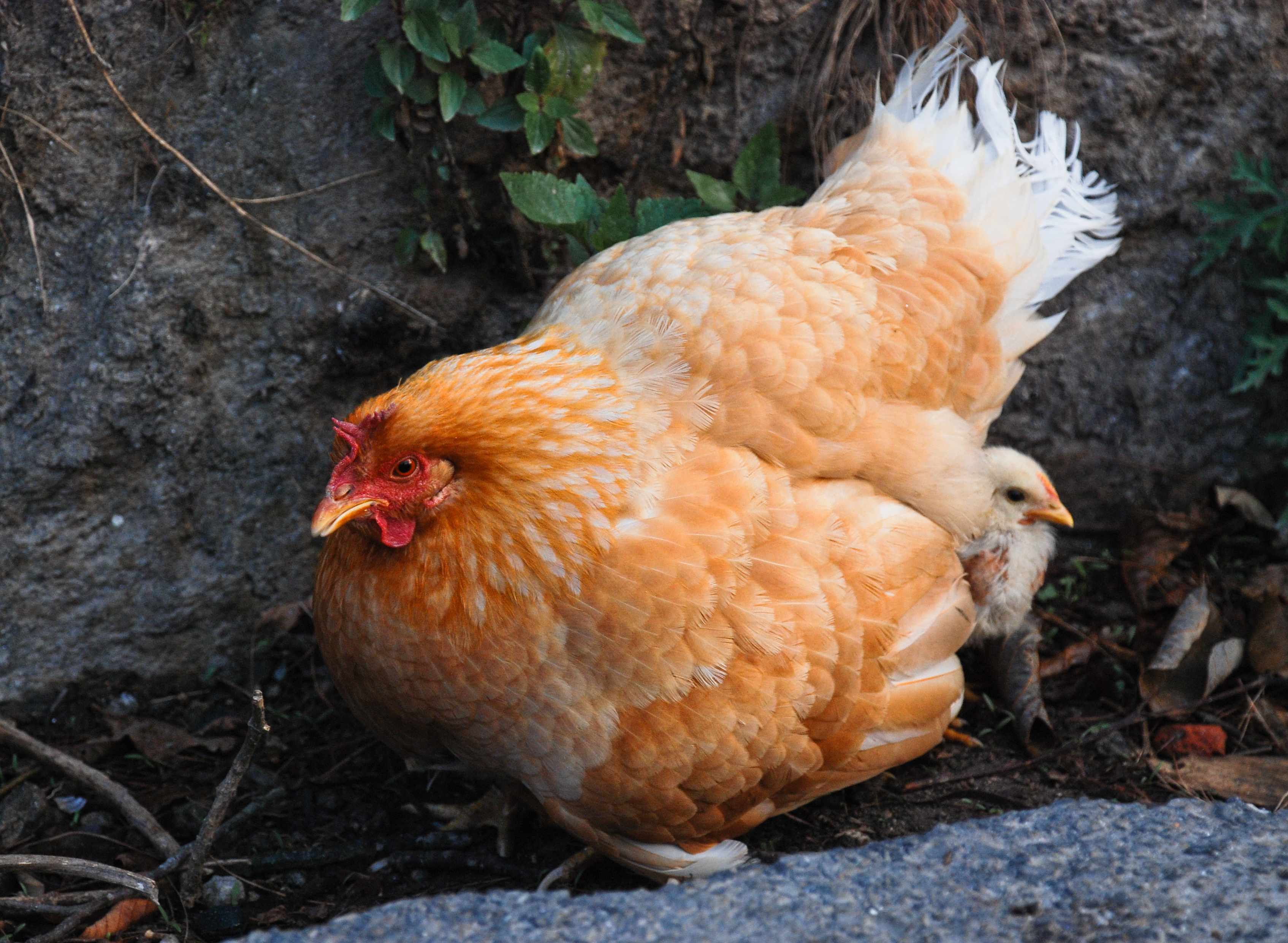

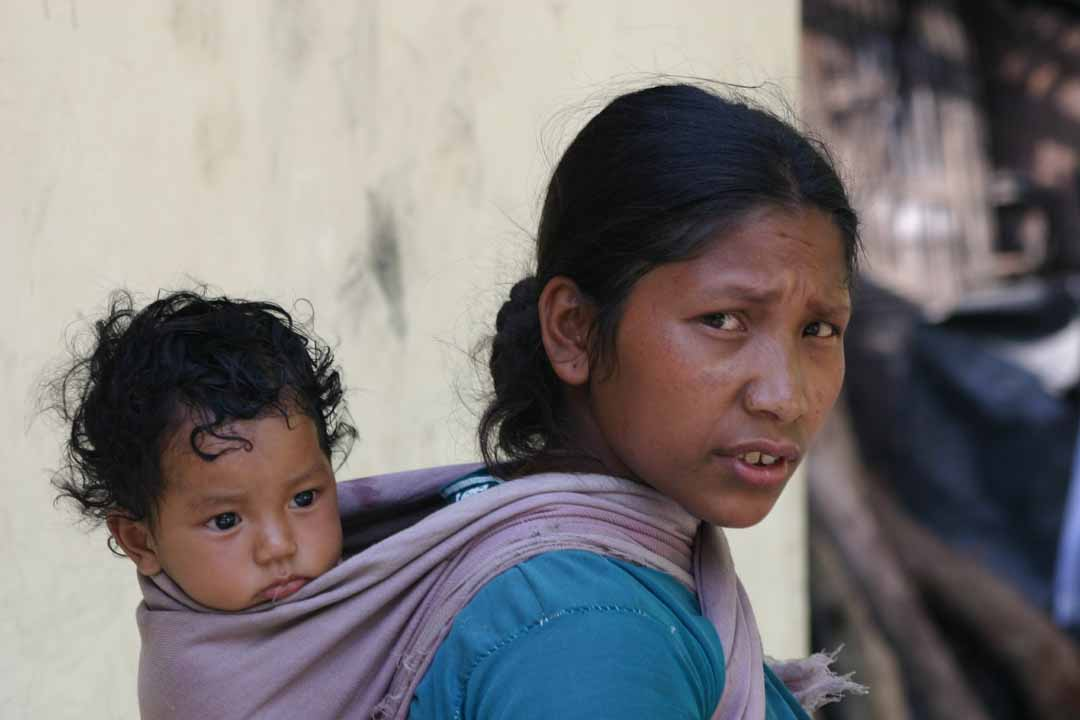
Sikkim, Ấn Độ
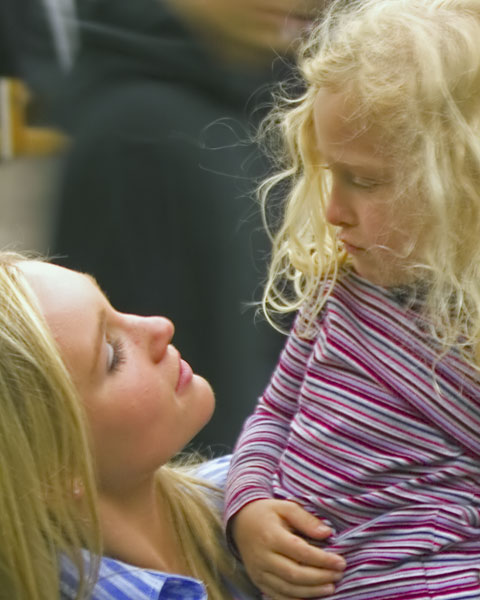
Mỹ
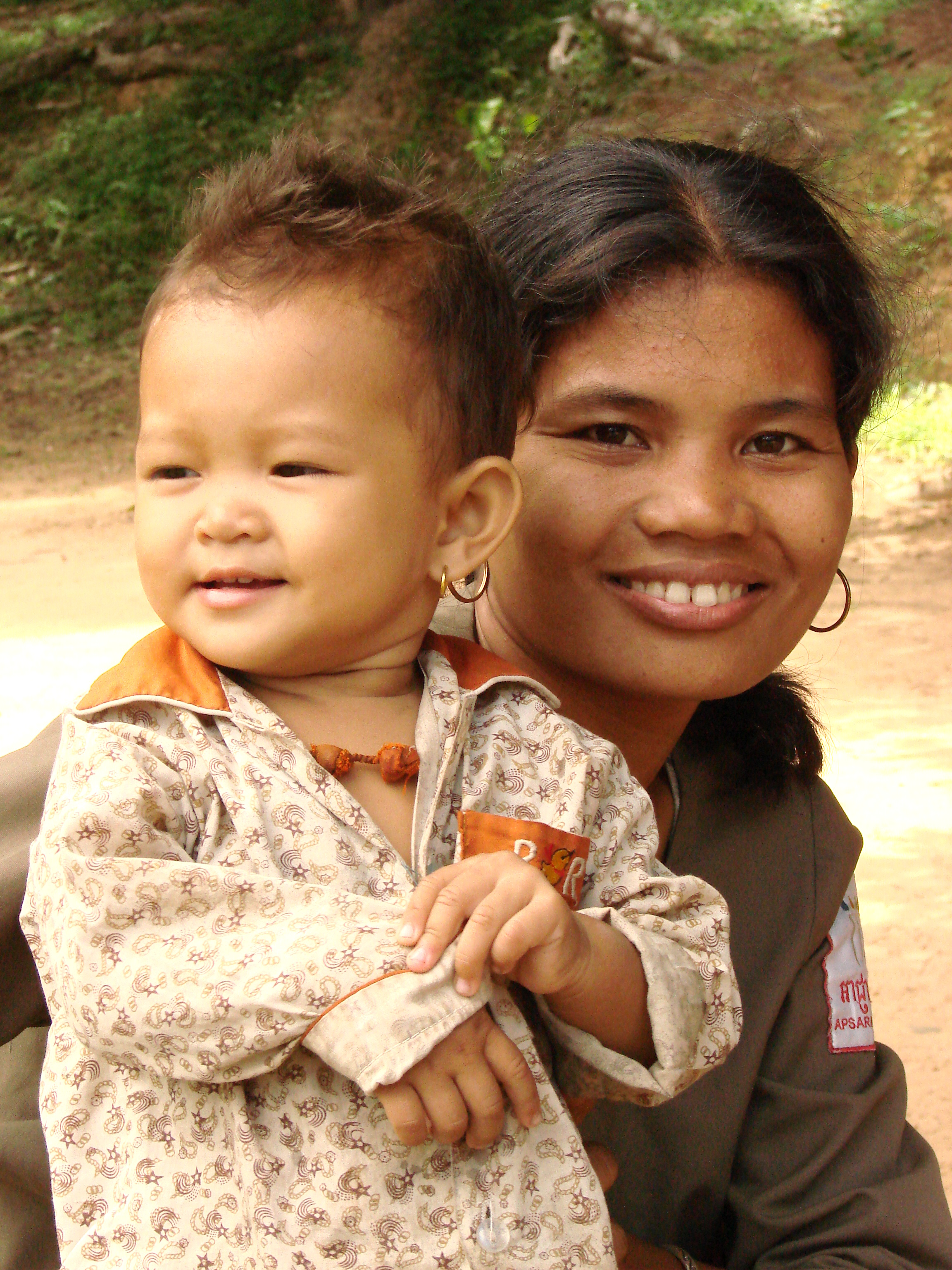
Angkor, Campuchia
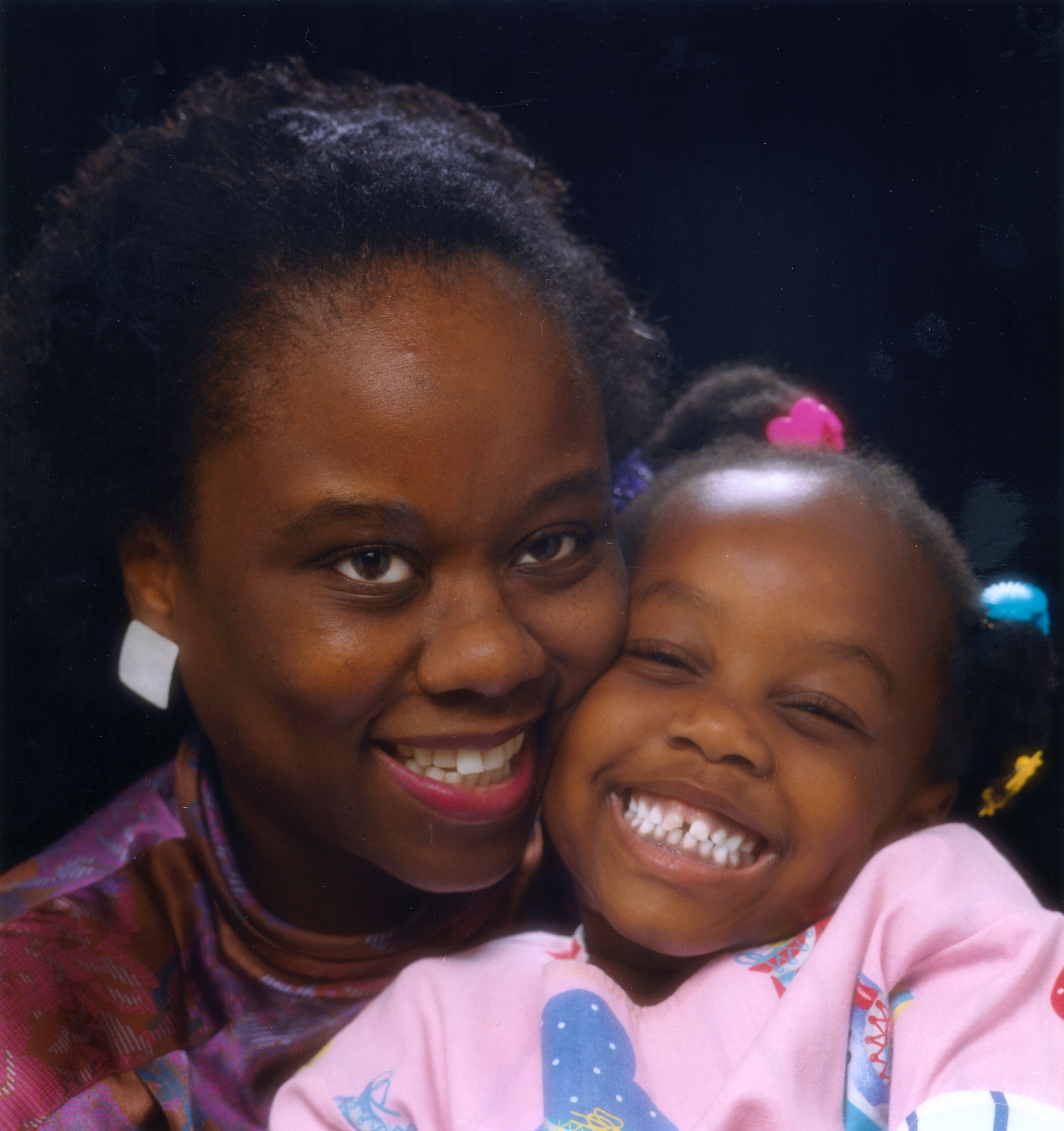
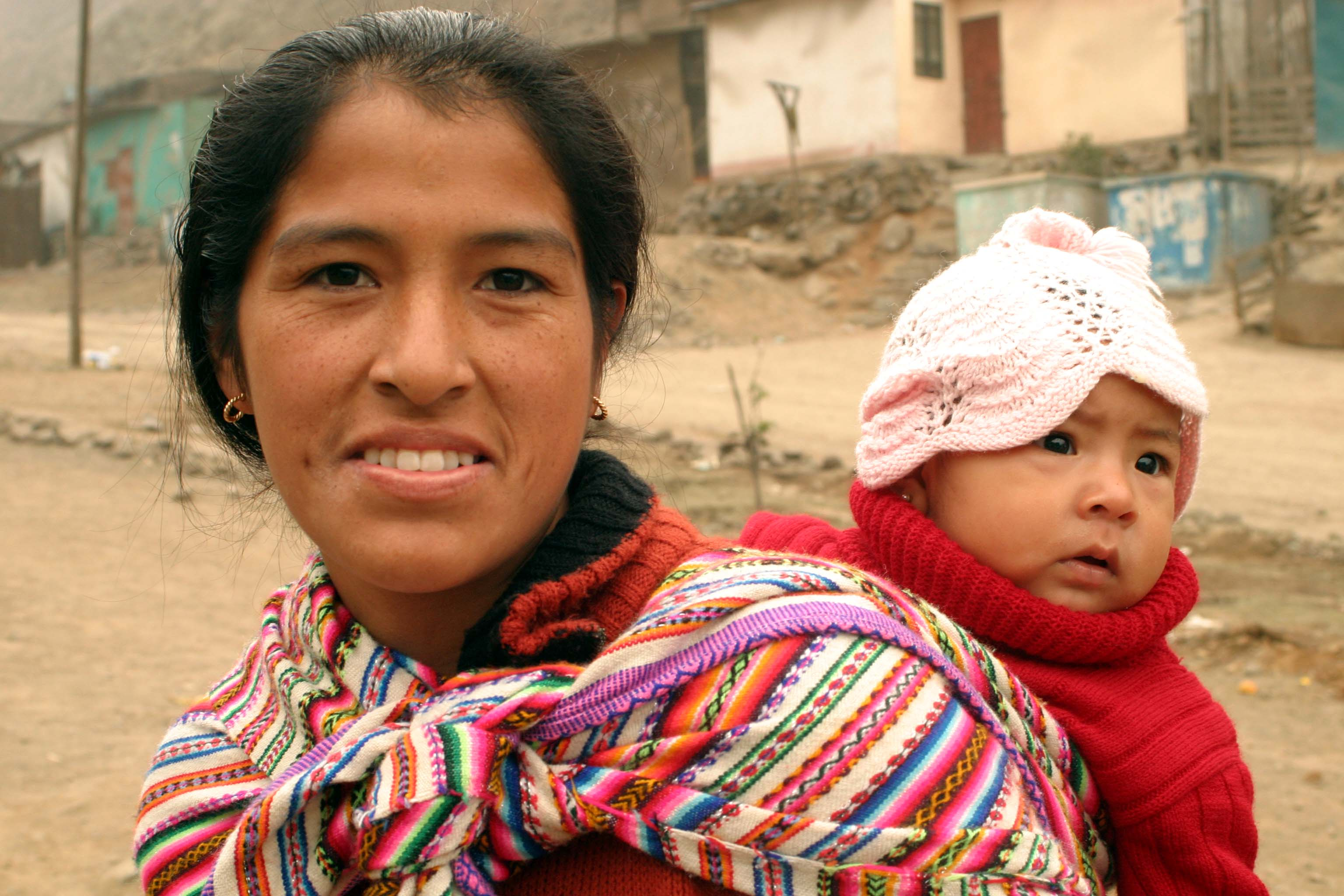
Peru
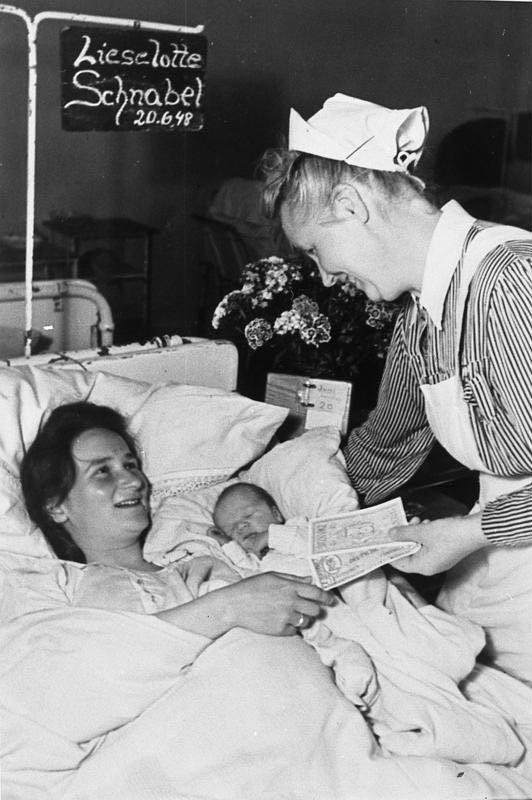
Mẹ và con sơ sinh trong bệnh viện, Đức, 1948
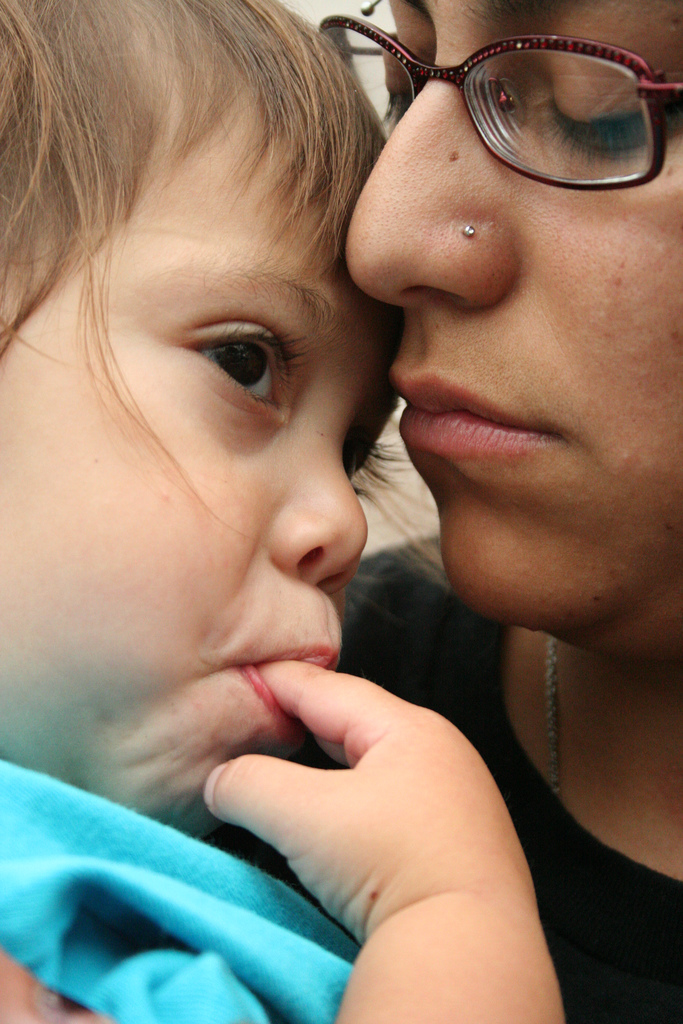
Nam Mỹ
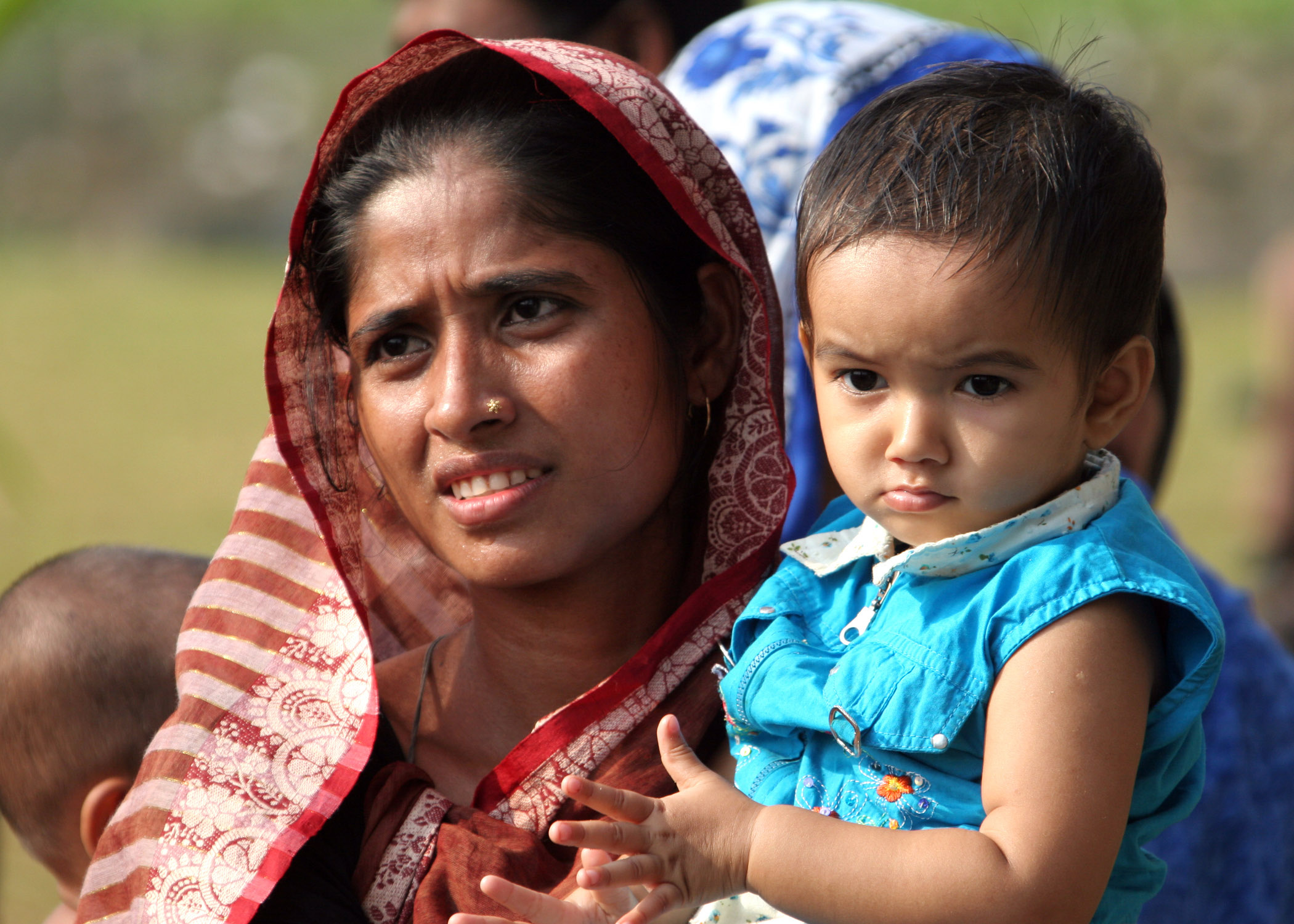
Bangladesh
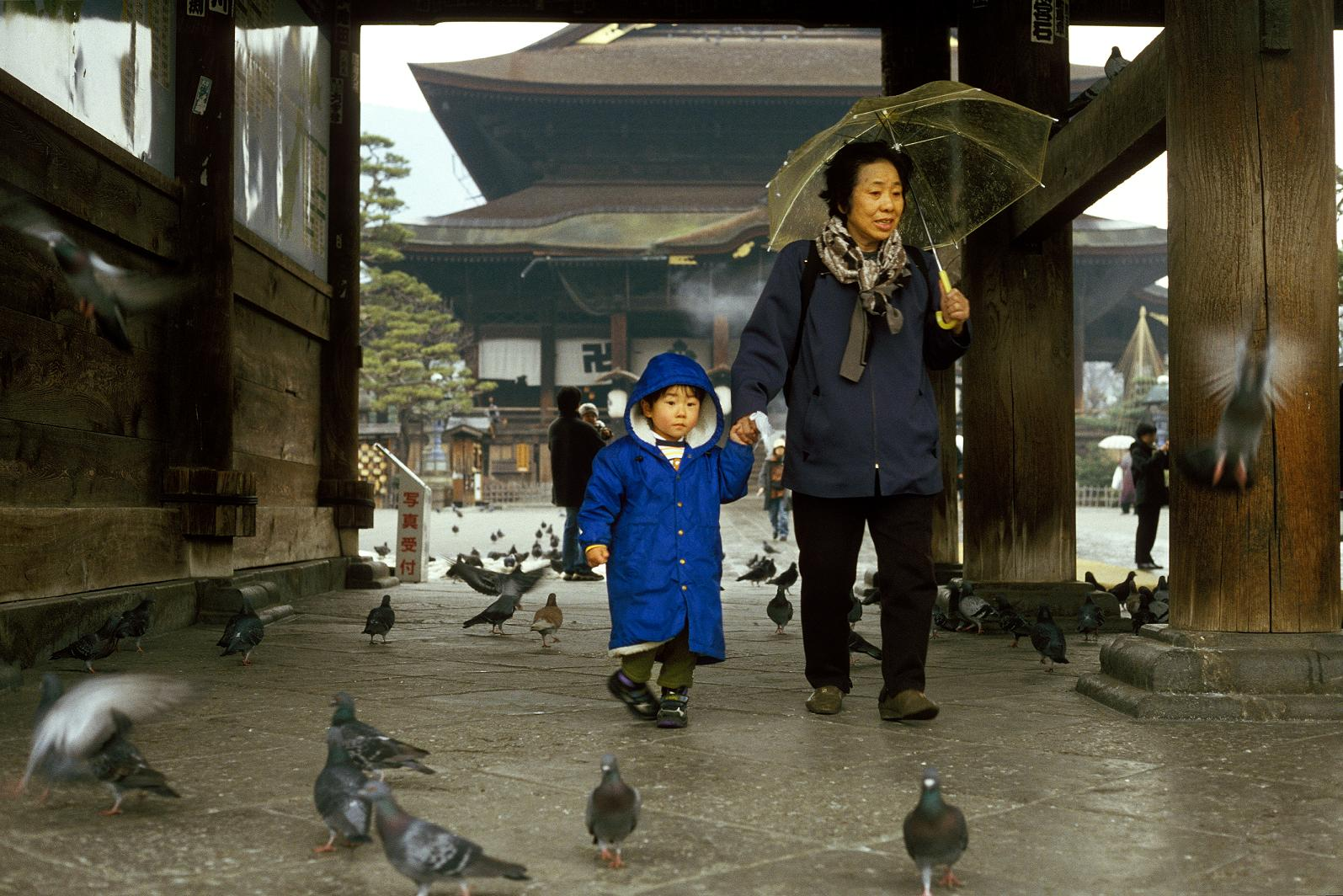
Nhật Bản
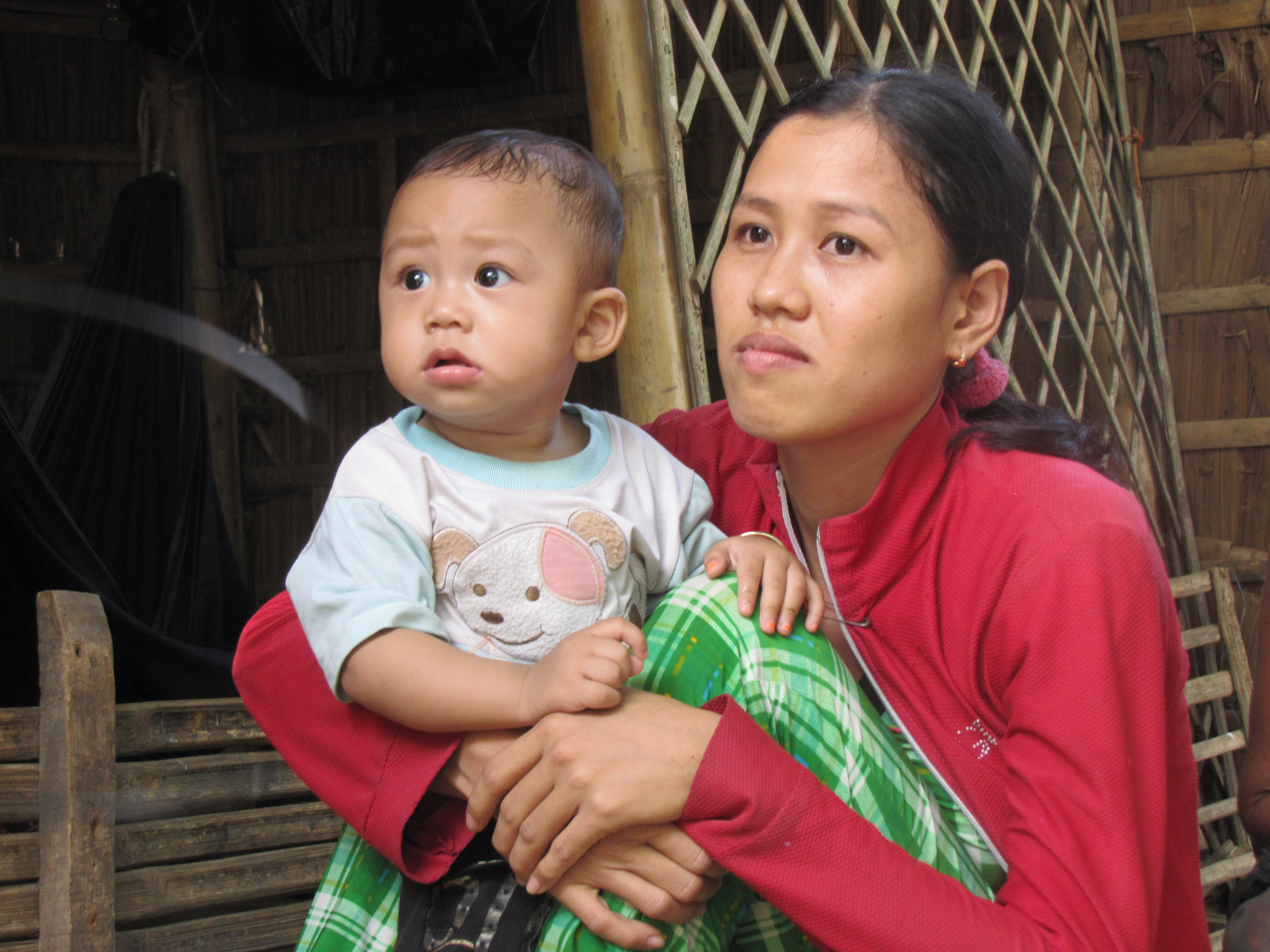
Việt Nam
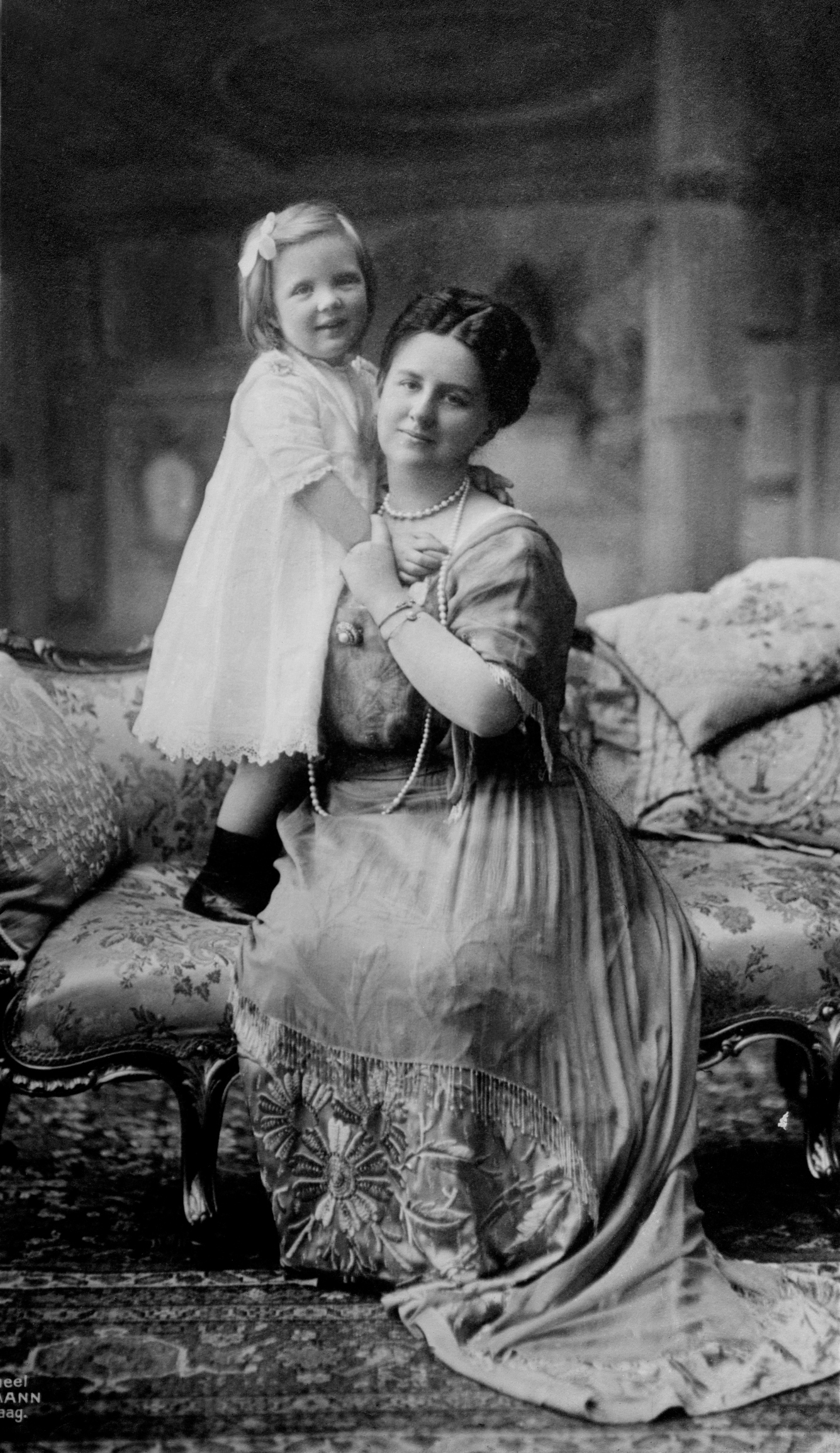
Hà Lan

Tình mẫu tử ở giới động vật